# Tomášovský potok (přítok Ottendorfského potoka)
Tomášovský potok, v Německu Hessentrögelbach, je vodní tok pramenící na svahu Tanečnice severně od Tomášova (část města Mikulášovice). V Německu východně od vsi Ottendorf (místní část města Sebnitz) ústí zleva do Ottendorfského potoka.

## Průběh toku
Hlavní pramen Tomášovského potoka vyvěrá na jižním svahu Tanečnice (599 m ) v nadmořské výšce přibližně 520 metrů. Teče jihozápadním a poté již jako hraniční tok jižním směrem. Nedaleko hraničního přechodu do něj ústí zleva přítok pramenící na Tomášově v údolí mezi Tanečnicí a Tomášovským vrchem (494 m). Od soutoku pokračuje jihozápadním směrem. Po přibližně kilometru od pramene opouští potok státní hranici a pod názvem Hessentrögelbach pokračuje dále jižním až jihozápadním směrem německým územím. Nedaleko státní hranice podtéká pod spolkovou silnicí S 165. Převážná většina vodního toku je nepozměněná, vytváří četné meandry obklopené povětšinou lužními lesními porosty (například údolní jasanovo-olšový luh). Po přibližně 3,2 kilometrech od pramene ústí východně od Ottendorfu, místní části velkého okresního města Sebnitz, do Ottendorfského potoka.

## Geologické podloží
Podloží v celé délce toku Tomášovského potoka tvoří lužický granodiorit s různě mocnými žílami doleritu.

## Galerie

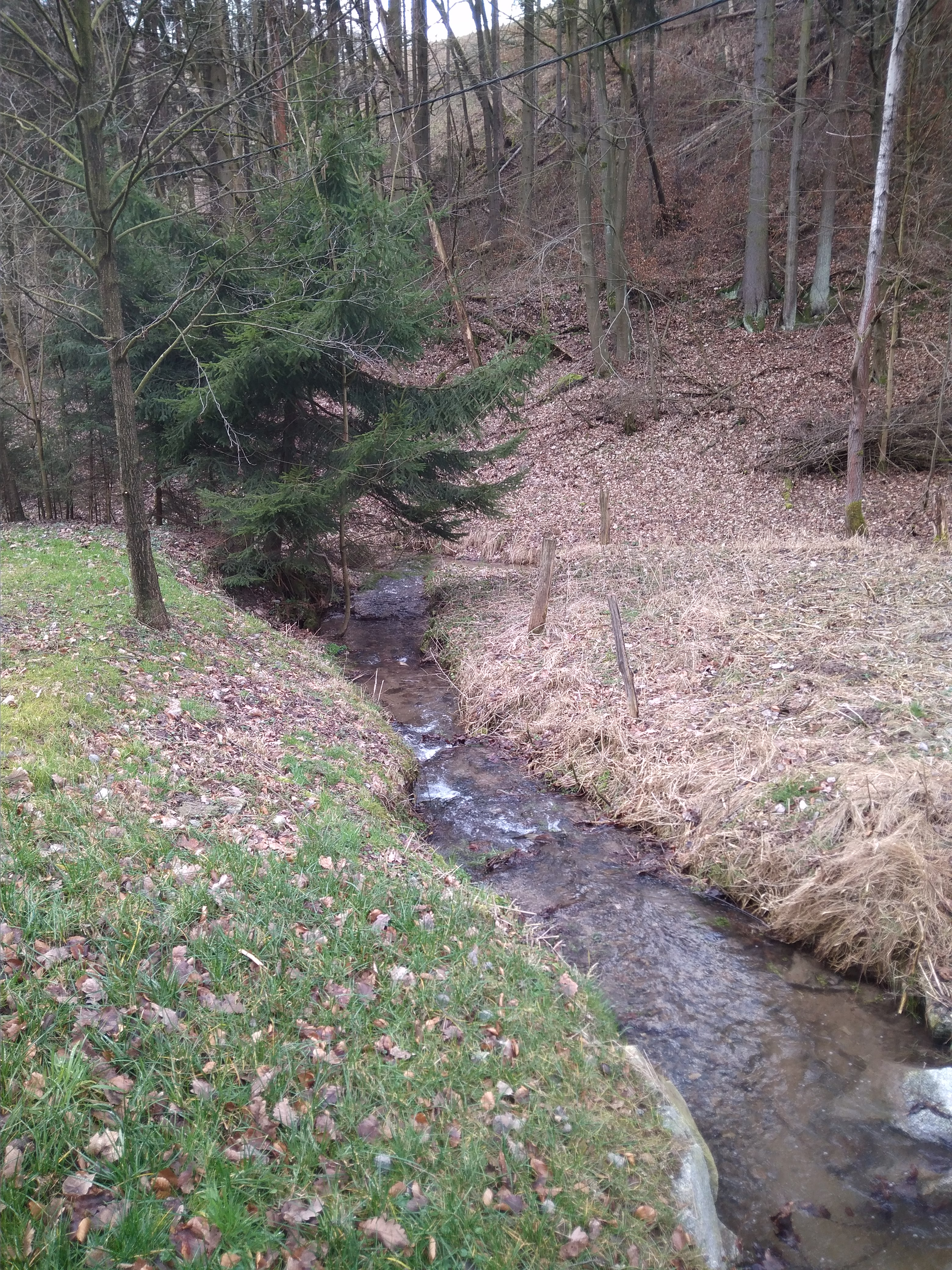
Dolní tok před ústím
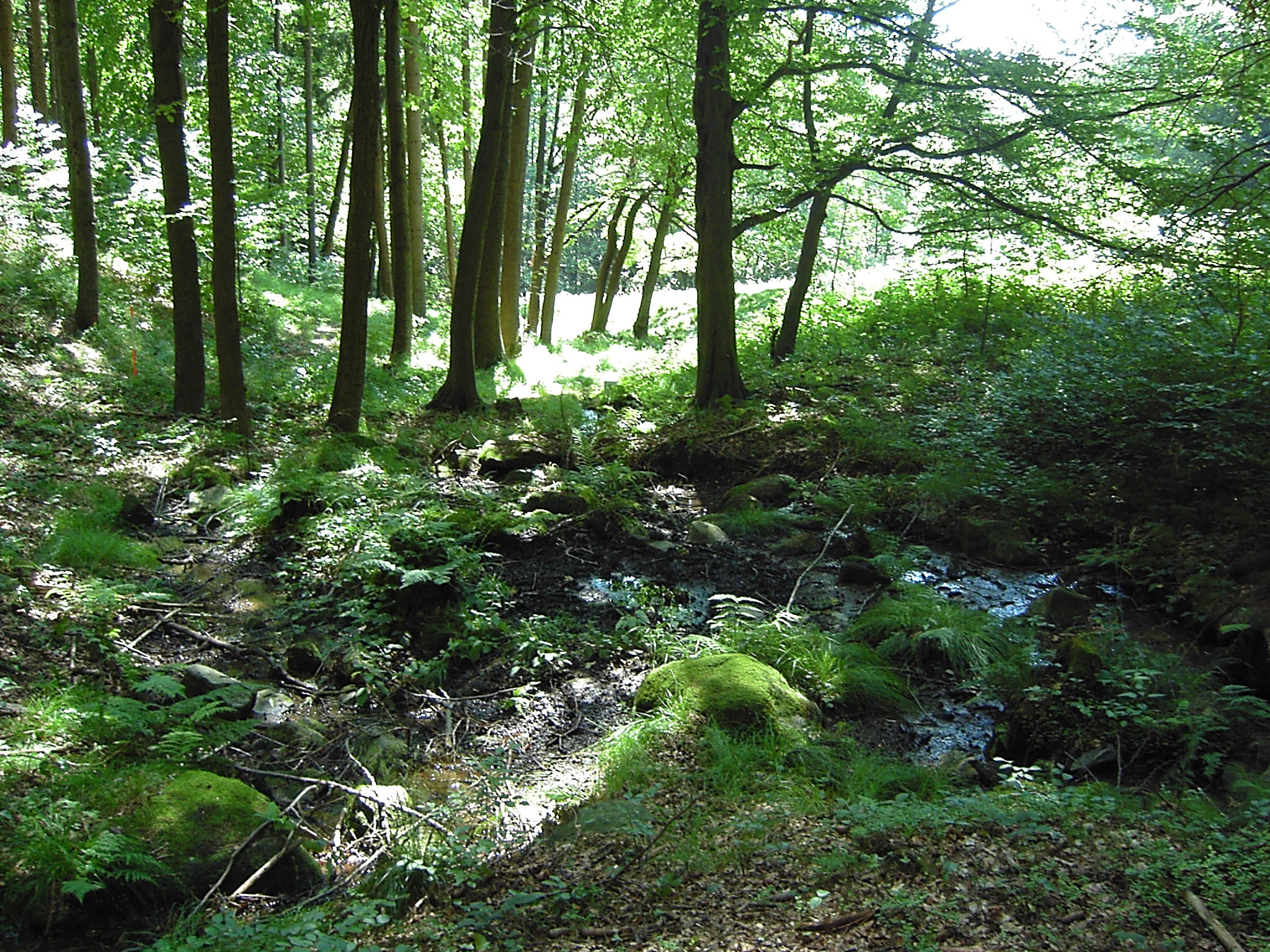
Horní tok na státní hranici